# Лошаны (река)
Лошаны (укр. Лошань) — река в Дрогобычском районе Львовской области Украины. Правый приток реки Тысменица (бассейн Днестра).
Длина реки 10 км, площадь бассейна 13,7 км². В верховьях река имеет горный характер с V-образной долиной, ниже долина трапециевидная. Русло слабоизвилистое.
Исток реки расположен в северо-восточных отрогах Восточных Бескид (Карпаты), на северных склонах горы Вага (юго-восточнее Борислава). Река течёт преимущественно на север. Впадает в Тысменицу на северо-восточной окраины Борислава, которая носит название Губичи.